# Cyril Kola
Cyril Kola (* 18. Juli 1927 in Radibor) ist ein sorbischer Dramaturg, Novellist, literarischer Kritiker und Übersetzer.

## Leben
Er absolvierte ein Fernstudium der Kulturwissenschaften an der Universität Leipzig. Zwischen 1970 und 1991 leitete er die sorbische Kulturzeitschrift Rozhlad. Seit 1991 arbeitet er als freischaffender Schriftsteller. Einige seiner Werke sind die Dramen Kwas budźe (1962), Wopyt pola přiwuznych („Besuch bei Verwandten“, 1972) und Chěžka na wsy na předań („Haus auf dem Dorf zum Verkauf“, 1979). Noch heute übersetzt Cyril Kola aus anderen slawischen Sprachen für die sorbische Zeitung Serbske Nowiny.